# ريان ميلر (مغني)
ريان ميلر (بالإنجليزية: Ryan Miller)‏ هو مغني أمريكي، ولد في 21 نوفمبر 1972 في لوبوك في الولايات المتحدة.

## وصلات خارجية
- ريان ميلر على موقع IMDb (الإنجليزية)
- ريان ميلر على موقع ميوزك برينز (الإنجليزية)
- ريان ميلر على موقع ديسكوغز (الإنجليزية)
- ريان ميلر على موقع قاعدة بيانات الفيلم (الإنجليزية)